# ميسي إيليوت
وإسمها الكامل ميليسا أرنيتي ميسي إيليوت (بالإنجليزية: Melissa Arnette Elliott)‏ وهي مغنية راب وكاتبة أغاني أمريكية ولدت في يوم 1 يوليو 1971 في مدينة بورتسموث في ولاية فرجينيا في الولايات المتحدة وهي صديقة مغني الراب والمنتج تيمبالاند وآليا.

## روابط خارجية
- ميسي إيليوت على موقع IMDb (الإنجليزية)
- ميسي إيليوت على موقع الموسوعة البريطانية (الإنجليزية)
- ميسي إيليوت على موقع روتن توميتوز (الإنجليزية)
- ميسي إيليوت على موقع ألو سيني (الفرنسية)
- ميسي إيليوت على موقع ميوزك برينز (الإنجليزية)
- ميسي إيليوت على موقع رولينغ ستون (الإنجليزية)
- ميسي إيليوت على موقع أول موفي (الإنجليزية)
- ميسي إيليوت على موقع إن إن دي بي (الإنجليزية)
- ميسي إيليوت على موقع أول ميوزيك (الإنجليزية)
- ميسي إيليوت على موقع ديسكوغز (الإنجليزية)
- ميسي إيليوت على موقع ديسكوغز (الإنجليزية)